# Vought

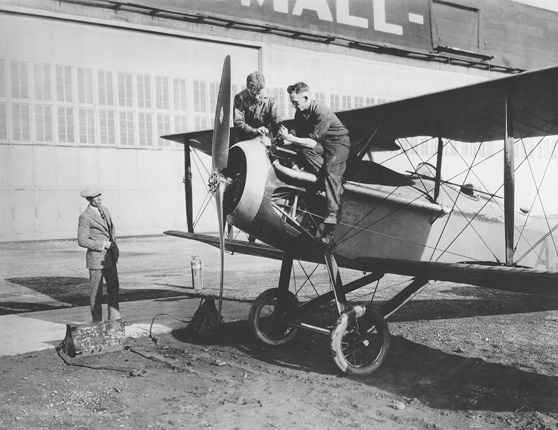
Cvičný letoun Vought VE-7 se stal prvním americkým palubním letounem

Vought je jméno amerického leteckého výrobce. Oficiální jméno společnosti se v minulosti často měnilo. Postupně byla pojmenována Lewis and Vought Corporation, Chance Vought, Vought Sikorsky, LTV Aerospace a Vought Aircraft Companies. Současný název společnosti je Vought Aircraft Industries.
Svou úplně první společnost založil Chance Milton Vought společně s Birdseyem Lewisem v roce 1917. Letoun firmy Vought byl prvním americkým letounem, který vzlétl z americké letadlové lodi. V masovém měřítku začala firma vyrábět v době druhé světové války. Tehdy se jejím nejznámějším výrobkem stal palubní stíhací letoun Vought F4U Corsair. V následujících dvou dekádách byly vyvinuty ještě především úspěšné typy Vought F-8 Crusader (stíhací letoun) a Vought A-7 Corsair II (útočný letoun).
V roce 1961 se Vought stal součástí konglomerátu Ling-Temco-Vought a v 90. letech ho pohltil zbrojařský koncern Northrop Grumman společně s korporací Carlyle Group. Po reorganizaci firma obdržela své nynější jméno Vought Aircraft Industries a v letectví působí dodnes. Stal se z ní však subdodavatel součástí pro jiné letecké výrobce. Od 60. let nepřišel s vlastním úspěšným typem.

## Historie

### Léta 1917–1928
Lewis a Chance Vought, který byl dříve hlavním inženýrem u Wright Company bratří Wrightů, svou společnost Lewis and Vought Corporation založili v roce 1917. Když v roce 1922 Lewis odešel do důchodu, změnila se společnost na Chance Vought Corporation. Firma sídlila v New Yorku v Queensu.
Chance Vought zemřel v roce 1930, ale do té doby vytvořil řadu stíhacích, cvičných, průzkumných letounů a létajících člunů. Cvičný letoun Vought VE-7 se zapsal historie tím, že v roce 1922 vzlétl z paluby americké letadlové lodě USS Langley a stal se tak prvním americkým palubním letounem. Vought se tehdy více zaměřil na palubní letouny a tak brzy vznikl palubní stíhač Vought VE-11 a průzkumný letoun Vought O2U Corsair, první nositel tradičního jména firmy.
V roce 1928 Vought ovládl holding United Aircraft and Transport Corporation, ale Vought byl v jeho rámci zachován jako samostatná divize (podobně jako divize Boeing, Pratt & Whitney, Sikorsky a Stearman).

### Léta 1930–1960

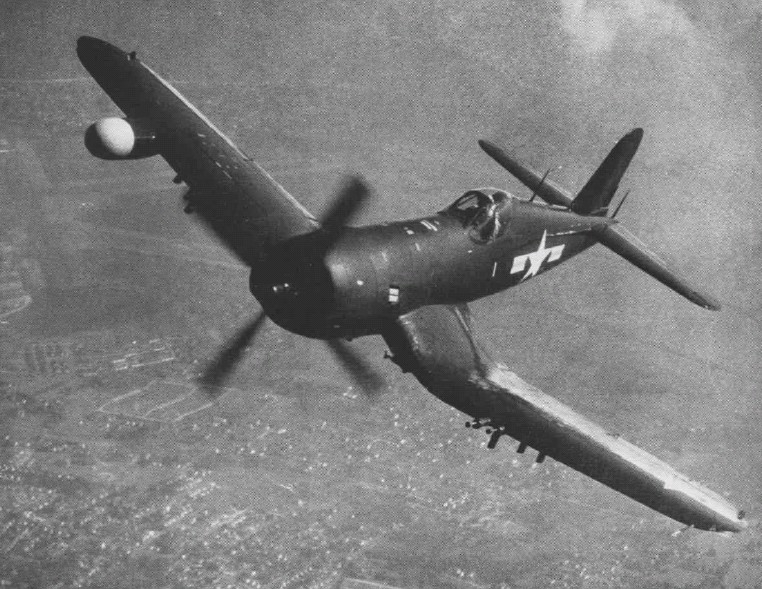
Palubní stíhač Vought F4U Corsair v letu. Dobře je vidět charakteristické zalomení křídla.

I průběhu světové hospodářské krize Vought pokračoval ve stavbě letadel. Po smrti svého zakladatele se ale společnost přestěhovala do East Hartfordu v Connecticutu. V roce 1934 byl holding United Aircraft and Transportation Corp. zákonem donucen rozdělit se na několik společností. Vznikl tak samostatný Boeing, aerolinie United Airlines a samotná United Aircraft Corp., ve které zůstal i Vought. V roce 1939 se Vought přesunul do Stratfordu ve státě Connecticut, kde už v té době sídlila divize Sikorsky a obě firmy zde byly sloučeny do společnosti Vought-Sikorsky Aircraft (v roce 1942 se ale opět osamostatnil).
Ze strojů vyvinutých ve třicátých letech se tři dočkaly nasazení ve druhé světové válce. Prvním byl střemhlavý bombardér Vought SB2U Vindicator, který byl v době vstupu USA do války už poněkud zastaralý. Dále šlo o hydroplán Vought OS2U Kingfisher, stavěný ve velkých sériích a používaný jak v US Navy, tak v britském námořnictvu.
V roce 1938 začal pod vedením hlavního konstruktéra Rexe Bisela vývoj prototypu XF4U, ze kterého později vznikl slavný stíhací letoun Vought F4U Corsair. K prvnímu letu stroje došlo v roce 1940 a během války byl vyráběn ve velkých sériích. F4U byl vyráběn až do roku 1952 a na jeho výrobě se podílela řada dalších firem, jako například Goodyear a Brewster.

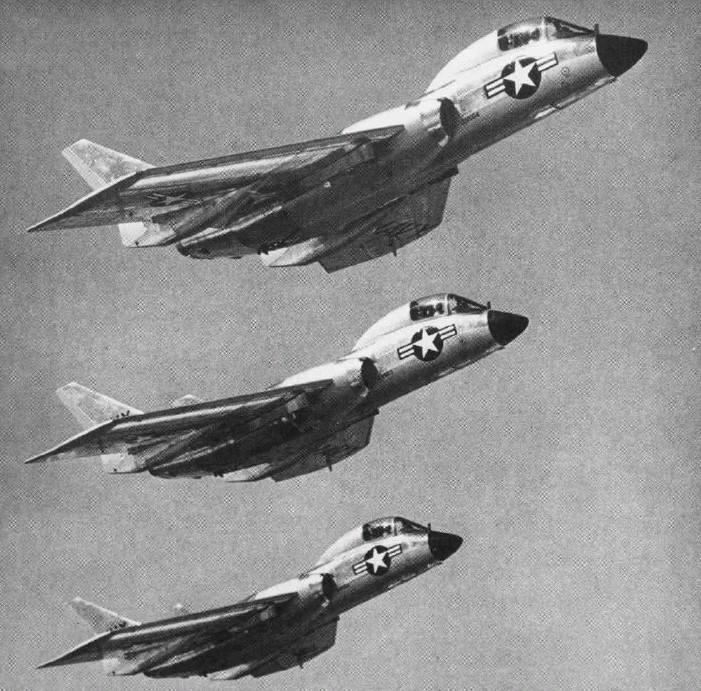
Trojice strojů Vought F7U Cutlass v letu

V roce 1949 se firma opět přestěhovala. Velení US Navy totiž došlo k závěru, že je příliš riskantní mít oba své hlavní letecké výrobce soustředěné na východním pobřeží USA. Celý Vought se tedy s celkem 1 300 zaměstnanci a 27 miliony liber materiálu přestěhoval do texaského Dallasu, kde převzal továrnu původně vlastněnou společností North American. Ve své době se jednalo o úctyhodný logistický výkon. V roce 1954 se pak Vought zcela osamostatnil na mateřském koncernu a vytvořil samostatnou společnost Chance Vought Aircraft Inc.
Společnost v té době dodávala US Navy řadu palubních stíhacích letounů, se kterými se snažila navázat na tradici úspěšného F4U Corsair. Projekt neortodoxně řešeného stíhače Vought XF5U Flying Flapjack však skončil fiaskem, konzervativněji řešený Vought F6U Pirate byl pro nízké výkony zrušen po stavbě 33 kusů a opět odvážně řešený Vought F7U Cutlass se ve službě příliš neosvědčil.
Zlom nastal až se strojem Vought F-8 Crusader, jehož vývoj začal v roce 1957. Crusader byl jedním z prvních nadzvukových stíhacích letounů US Navy a také poslední stíhací letoun US Navy, vybavený pouze kanóny (řízené střely dostaly až pozdější verze). Konstrukce Crusaderu byla natolik pokroková, že v 60. letech byl na jeho základě ještě vyvinut úspěšný palubní útočný letoun Vought A-7 Corsair II, který se uplatnil především ve vietnamské válce, ale sloužil až do války v Perském zálivu.

### Léta 1960-1990

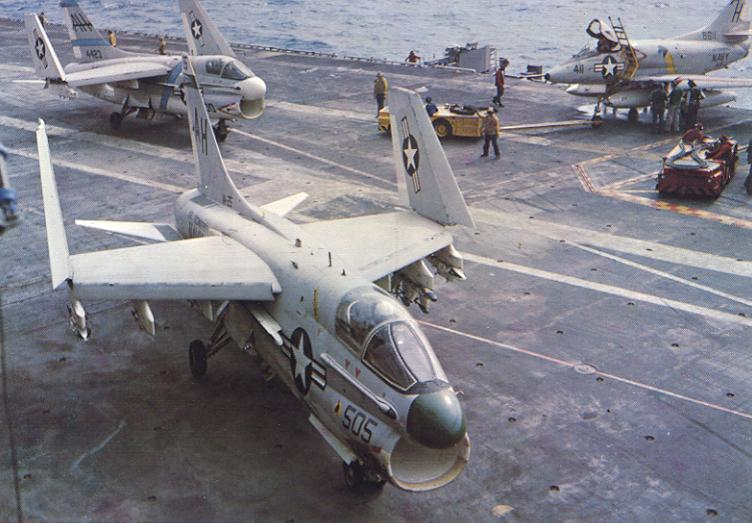
Dvojice útočných letounů Vought A-7 Corsair II na palubě letadlové lodě USS Ticonderoga (CVA-14). Rok 1969.

V roce 1962 Vought koupil americký podnikatel James Ling a tím vznikla společnost Ling-Temco-Vought (LTV). Firma v té době pracovala rozdělená na divize Vought Aeronautics a Vought Missiles and Space a i v následujících letech prošla řadou reorganizací.Vought v té době již nevyvinul vlastní bojový letoun a fungoval začal fungovat jako subdodavatel částí letounů jiných výrobců. V roce 1992 odkoupil leteckou divizi Voughtu zbrojařský koncern Northrop společně s Carlyle Group (vlastnily přesně po 50% akcií), zatímco divize vyrábějící řízené střely byla prodána firmě Loral Corporation.

### Léta 1990 až po současnost
V roce 1994 odprodal nedávno vzniklý koncern Northrop Grumman své akcie Voughtu. Od roku 2000 je Vought, přejmenovaný na Vought Aircraft Industries, Inc. zcela ve vlastnictví Carlyle Group. V současnosti je Vought i nadále především subdodavatelem jiných výrobců. Ve značné míře se podílí na stavbě typů Boeing 747, Boeing 787 a dodává komponenty i pro typy Lockheed Martin/Boeing F-22 Raptor, Lockheed Martin F-35 Lightning II a Bell/Boeing V-22 Osprey.
V roce 2003 se Vought spojil s dalším leteckým výrobcem vlastněným Carlyle Group, firmou Aerostructures Corp., která sídlí ve městě Nashville v Tennessee. Nashvillská pobočka Voughtu vyrábí komponenty dopravních letounů Airbus A319, Airbus A320, Airbus A330 a Airbus A340.

## Výrobky

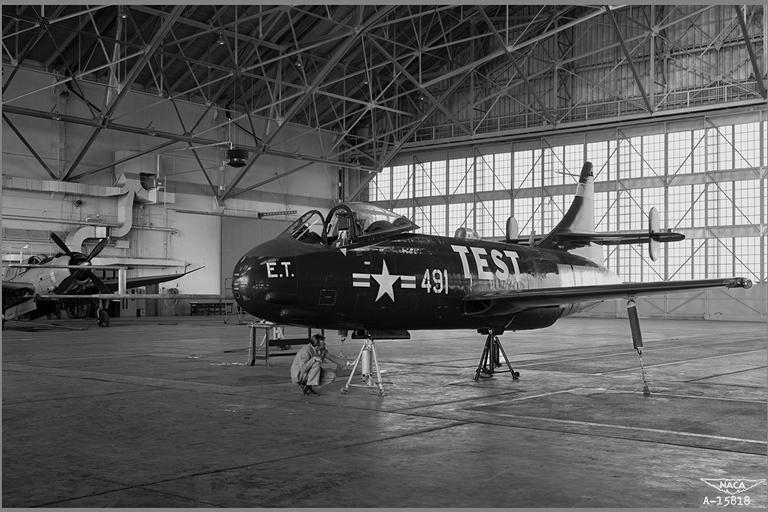
Nepříliš úspěšný typ Vought F6U Pirate

### Pístové letouny
- Vought VE-7 – cvičný letoun
- Vought O2U Corsair – palubní průzkumný letoun
- Vought SB2U Vindicator – střemhlavý bombardér
- Vought OS2U Kingfisher – průzkumný hydroplán
- Vought F4U Corsair – palubní stíhací letoun
- Vought XF5U Flying Flapjack – nekonvenční palubní stíhací letoun
- Consolidated TBY Sea Wolf – torpédový bombardér (Vought ho navrhl a Consolidated postavil)

- LTV XC-142 – experimentální stroj, turbovrtulové motory

### Proudové letouny
- Vought F6U Pirate – palubní stíhací letoun
- Vought F7U Cutlass – palubní stíhací letoun
- Vought F-8 Crusader – palubní stíhací letoun
- Vought XF8U-3 Crusader III – prototyp stíhacího letounu
- Vought A-7 Corsair II – útočný letoun

### Rakety
- SSM-N-8 Regulus
- RGM-15 Regulus II
- ASAT – řízená střela pro ničení satelitů
- raketový systém M270

### Podíl na výrobě
- Boeing C-17 Globemaster III
- Bell/Boeing V-22 Osprey
- Boeing 747
- Boeing 767
- Boeing 777
- Boeing 787
- Lockheed C-5M Super Galaxy
- Lockheed C-130 Hercules
- Lockheed Martin/Boeing F-22 Raptor
- Northrop B-2 Spirit
- Sikorsky UH-60 Black Hawk/Sikorsky SH-60 Seahawk
- Airbus A319
- Airbus A320
- Airbus A330
- Airbus A340